# 11 Serpentis
11 Serpentis (A¹ Serpentis) é uma estrela na direção da Serpens. Possui uma ascensão reta de 15h 32m 57.95s e uma declinação de −01° 11′ 10.7″. Sua magnitude aparente é igual a 5.50. Considerando sua distância de 270 anos-luz em relação à Terra, sua magnitude absoluta é igual a 0.91. Pertence à classe espectral K0III.